# Ashley Leggat
Ashley Margaret Anne Leggat (ur. 26 września 1986 w Hamilton) – kanadyjska aktorka, znana z ról: Casey MacDonald z serialu Derek kontra rodzinka, Brittany MacMillan z serialu Discovery Kids Darcy: Życie na farmie i Kelly z serialu CBC 11 Cameras.
Urodziła się w Hamilton, w kanadyjskiej prowincji Ontario. Po matce ma pochodzenie szkockie i irlandzkie.

## Filmografia
- Real Kids, Real Adventures (1999) jako Michelle
- I Was a Sixth Grade Alien (2000) jako Stacey
- In a Heartbeat (2000–2001) jako Michelle
- Czego uczą się dziewczyny (What Girls Learn, 2001) jako Libbie
- The Zack Files (2002) jako Kristen
- The Music Man (2003) jako aktorka/tancerka
- The Blobheads (2004) jako Misty
- Wyznania nastoletniej gwiazdy (Confessions of a Teenage Drama Queen, 2004) jako Marcia
- Bardzo małżeńska gwiazdka (A Very Married Christmas, 2004) jako Danielle
- Ace Lightning (2004) jako Kat Adams
- Derek kontra rodzinka (Life with Derek, 2005–2009) jako Casey MacDonald
- Darcy: Życie na farmie (Darcy's Wild Life, 2005–2006) jako Brittany MacMillan
- 11 Cameras (2006) jako Kelly
- Podryw na głupka (The Jerk Theory, 2008) jako Britney
- Najnowsze wydanie (The Latest Buzz, 2008) jako ona sama
- Aaron Stone (2010) jako Nikki York
- Detektyw Murdoch (Murdoch Mysteries, 2010) jako Ivy
- Zwariowane wakacje (Vacation with Derek, 2010) jako Casey Mcdonald
- Unnatural History (2010) jako Whitney Coleman
- Weź Tubę na próbę (Made... The Movie, 2010) jako Tiffany
- The Perfect Roommate (2011) jako Ashley Dunnfield
- The Good Witch's Charm (2012) jako Tara
- The Perfect Boss (2012) jako Renee

## Nagrody i wyróżnienia[2]
Gemini Awards
- Nominacja w kategorii Best Performance in a Children's or Youth Program or Series za Derek kontra rodzinka (2008).

Nagroda Młodych Artystów
- Nominacja w kategorii Best Young Ensemble Performance in a TV Series (Comedy or Drama) za Derek kontra rodzinka (2006).
- Nominacja w kategorii Best Performance in a TV Series (Comedy or Drama) - Leading Young Actress za Derek kontra rodzinka (2007).